# Тоболск
Тоболск (на руски: Тобольск) е град в Тюменска област, Русия. Административен център е на градски окръг Тоболск. Населението на града през 2016 година е 98 434 души. В периода от 16 до 19 век е смятан за столица на Сибир.

## География
Градът е разположен на 247 km североизточно от град Тюмен, при устието на река Тобол в Иртиш.

## История
Градът е основан през 1587 г. Според легендата това е станало на празника Света Троица, на речния нос, на който са слезли воините на покорителя на Сибир Ермак Тимофеевич. Така първата градска постройка е станала църквата „Св. Троица“, а самият нос е наречен Троицки.
През 1590 г. на селището е даден статут на град, който бързо се превръща в център на руската експанзия в Сибир. От Тоболск е започвала т.нар. „сибирска каторга“. Първоначално там са заточени шведски военнопленници през 1720-те години. Повечето каменни постройки и пътища в града от онова време са построени от тях. За следващите поколения каторжници Тоболск вече е само разпределителен пункт, от който започва дългото им изгнание в Сибир.
Освен като голям административен център Тоболск е играл сериозна роля и в културния живот на Русия. Първите театрални представления в града датират от 1705 г., а издигнатата през 1899 г. сграда на Тоболския драматичен театър дълги години е била единствената в СССР, построена изцяло от дърво, преди да изгори през 1986 г. Основаната през 1810 г. Мъжка гимназия е сред първите в страната.
Упадъкът на града започва през 19 век, когато при строежа на Транссибирската магистрала се заобикаля Тоболск. Между август 1917 г. и април 1918 г. последният руски император Николай II и семейството му са заточени в града: в къщата на губернатора.
Днес развитието на града се свързва с Тоболския нефтохимически комбинат, който някога е проектиран като най-големия подобен обект в СССР, но все още не е заработил с пълния си капацитет. Туризмът е вторият стълб в развитието на града, още повече след като Руската православна църква е обявила Тоболск за третия духовен център на страната след Москва и Санкт Петербург.

## Население
Населението на града през 2016 година е 98 434 души.
| Година | Население |
| ------ | --------- |
| 1959   | 36 484    |
| 1970   | 49 260    |
| 1979   | 61 969    |
| 1989   | 94 143    |
| 2002   | 92 880    |
| 2009   | 99 247    |
| 2012   | 100 000   |
| 2016   | 98 434    |

### Етнически състав
Към 2006 г. в Тоболск живеят:
- руснаци – 75,6%
- татари – 16,0%
- украинци – 2,5%
- беларуси – 0,6%
- немци – 0,6%
- башкири – 0,5%
- азербайджанци – 0,3%
- други националности – 3,3%

## Климат
Климатът в Тоболск е влажен умереноконтинентален. Средната годишна температура е 0,9 °C, а средната влажност на въздуха е 75%.
| Климатични данни за Кудимкар          | Климатични данни за Кудимкар | Климатични данни за Кудимкар | Климатични данни за Кудимкар | Климатични данни за Кудимкар | Климатични данни за Кудимкар | Климатични данни за Кудимкар | Климатични данни за Кудимкар | Климатични данни за Кудимкар | Климатични данни за Кудимкар | Климатични данни за Кудимкар | Климатични данни за Кудимкар | Климатични данни за Кудимкар | Климатични данни за Кудимкар |
| Месеци                                | яну.                         | фев.                         | март                         | апр.                         | май                          | юни                          | юли                          | авг.                         | сеп.                         | окт.                         | ное.                         | дек.                         | Годишно                      |
| Абсолютни максимални температури (°C) | 5,5                          | 5,8                          | 14,7                         | 29,5                         | 35,7                         | 37,2                         | 36,1                         | 33,8                         | 30,1                         | 23,0                         | 12,3                         | 4,5                          | 37,2                         |
| Средни максимални температури (°C)    | −12,7                        | −10,3                        | −1,4                         | 7,2                          | 16,3                         | 22,4                         | 23,9                         | 20,4                         | 13,7                         | 6,1                          | −4,8                         | −10,7                        | 5,8                          |
| Средни температури (°C)               | −17,1                        | −15,6                        | −7                           | 1,8                          | 10,2                         | 16,7                         | 18,7                         | 15,3                         | 9,0                          | 2,2                          | −8,2                         | −14,9                        | 0,9                          |
| Средни минимални температури (°C)     | −21,6                        | −20,7                        | −12,5                        | −3,2                         | 4,7                          | 11,5                         | 13,8                         | 10,7                         | 4,9                          | −1,2                         | −11,8                        | −19,4                        | −3,7                         |
| Абсолютни минимални температури (°C)  | −48,5                        | −47,7                        | −41,8                        | −30,3                        | −14,6                        | −2,2                         | 3,4                          | −2,9                         | −6,5                         | −34,4                        | −40,1                        | −51,8                        | −51,8                        |
| Средни месечни валежи (mm)            | 23                           | 17                           | 17                           | 24                           | 45                           | 57                           | 67                           | 73                           | 53                           | 40                           | 34                           | 27                           | 477                          |
| ------------------------------------- | ---------------------------- | ---------------------------- | ---------------------------- | ---------------------------- | ---------------------------- | ---------------------------- | ---------------------------- | ---------------------------- | ---------------------------- | ---------------------------- | ---------------------------- | ---------------------------- | ---------------------------- |
| Източник: Погода и Климат             |                              |                              |                              |                              |                              |                              |                              |                              |                              |                              |                              |                              |                              |

## Икономика
Най-развитият промишлен отрасъл е преработването и производството на нефтени продукти. Тоболската ТЕЦ произвежда електроенергия за града и околностите му. Развити са и хранително-вкусовата промишленос, металургията, производството на мебели и строителни материали.

### Транспорт
Тоболск е важен железопътен възел, с две жп гари. Покрай града минават няколко автомагистрали. Също така е от големите речни пристанища в Сибир. Най-близкото летище е в Тюмен, на 270 km, но през 2013 г. са оповестени планове за строеж на летище Тоболск.

## Известни личности
Родени в Тоболск
- Димитрий Менделеев – учен-енциклопедист, химик, физик, икономист
- Василий Перов – художник
- Александър Абдулов – актьор
- Александър Алябиев – композитор, пианист, диригент

Починали в Тоболск
- Вилхелм Кюхелбекер (1797 – 1846), поет и революционер

## Побратимени градове
- Каунсил Блъфс, САЩ
- Печ, Косово
- Могильов, Беларус
- Саки, Русия